# Bitjvinta-Miusera naturreservat
Bitjvinta-Miusera naturreservat (georgiska: ბიჭვინთა-მიუსერის ნაკრძალი, Bitjvinta-Miuseris nakrdzali) är ett naturreservat i Georgien. Det ligger vid Svarta havets kust i distrikten Gagra och Gudauta i Abchazien.
Naturreservatet, som etablerades 1966, omfattar tre områden: Bitjvinta (165 hektar), Miusera (218 ha) och Lidzava (1 296 ha).